# Zabul (tỉnh)
Zabul (tiếng Pashtun: زابل) (tiếng Ba Tư: زابل) là một tỉnh lịch sử của Afghanistan. Zabul đã trở thành một tỉnh độc lập lân cận Kandahar vào năm 1963, với Qalat là thủ phủ của tỉnh. Nó không nên bị nhầm lẫn với thành phố Zabol, ở phía bên của Iran biên giới với Afghanistan.
Dân số của tỉnh ước tính khoảng 275.100 người. Dân tộc chính sính sống trên địa bàn tỉnh là Pashtun. Các bộ tộc Pashtun chính là: Tokhi, Hotak, Suleiman Khel, Popalzai, Kakar, Naser và Ludin.
Zabul giáp với Oruzgan về phía bắc, giáp tỉnh Kandahar ở phía tây và phía nam, Ghazni và Paktika ở phía đông. Nó có một biên giới quốc tế với tỉnh Balochistan của Pakistan về phía nam. Tỉnh có diện tích 17.293 km2. Hai phần năm của tỉnh là địa hình miền núi, miền núi, bán (41%) trong khi hơn 1 / 4 diện tích là vùng đất bằng phẳng (28%).